# Национально-освободительное восстание в Сомали
Национально-освободительное восстание в Сомали (также известное как Англо-сомалийская война (англ. Anglo-Somali War, сомал. Dagaalka Anglo-Somalia, араб. الحرب الأنجلو-الصومالية‎), Война дервишей (англ. Dervish War, сомал. Dagaalkii Derwiish, араб. حرب الدراويش‎), Кампания в Сомалиленде (англ. Ololaha Somaliland, сомал. Ololaha Soomaaliland, араб. حملة أرض الصومال‎)) — ряд британских военных экспедиций в период между 1899 и 1920 годами в Сомали против государства дервишей, созданного Мохаммедом Хасаном по прозвищу «Безумный мулла» с целью противодействия экспансии англичан в регионе. Британцам оказали помощь эфиопы и итальянцы. Во время Первой мировой войны (1914—1918) Хасан получил помощь от турок и немцев. Восстание было подавлено после того, как британские ВВС разбомбили столицу дервишей Талех в феврале 1920 года.

## Предыстория
В колониальный период сомалийские территории на полуострове Африканский Рог были поделены между британцами и итальянцами.

### Британский Сомалиленд
Оставаясь номинально частью Османской империи, Йемен и Сайла между 1821 и 1841 годами постепенно перешли под контроль правителя Египта Мухаммеда Али. В 1841 году Хадж Али Шермерки, успешный и амбициозный сомалийский купец, приобрёл у египтян права на Сайлу. Новый губернатор, получив контроль над портом, мгновенно монополизировал торговлю в регионе. Позже Шермерки сменил на посту губернатора Сайлы афар Абу Бакр.
В 1874—1875 годах египтяне получили фирман от Османской империи, по которым они получали официальный контроль над Сайлой. В то же время они получили от британцев признание их номинальной юрисдикции до самого мыса Гвардафуй. В действительности, однако, Египет практически не контролировал ситуацию в регионе, к тому же срок их правления на побережье был краток и длился всего несколько лет (1870—1884).
В конце 1880-х годов был создан протекторат Британский Сомалиленд, занимавший нынешний север Сомали. Протекторат был образован формально по инициативе нескольких сомалийских кланов, которые подписали ряд соглашений с британцами о защите.
Когда в 1885 году египетский гарнизон Харэр был эвакуирован, Сайла стала форпостом британцев в их борьбе с французами (они занимали порт Таджура в нынешней Джибути) за контроль над Аденским заливом. К концу 1885 года обе державы были на грани вооружённого противостояния, но вместо этого решили достичь компромисса. 1 февраля 1888 года они подписали конвенцию, определявшую границу между Французским Сомали и Британским Сомалилендом.

### Итальянское Сомали

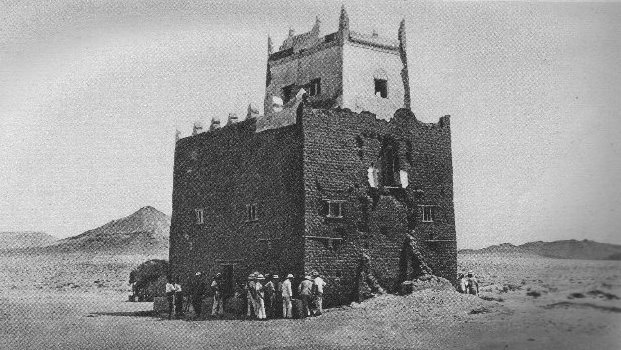
Один из фортов султаната Маджиртин в Хафуне

В середине XVIII века в северо-восточной части Сомали был образован Султанат Маджиртин, вскоре занявшие видное положение в регионе во времена правления Boqor (короля) Османа Махамуда.
В конце декабря 1888 года Юсуф Али Кенадид, основатель и первый правитель Султаната Хобьо, попросил итальянской защиты. По итогам подписанного в феврале 1889 года договора Хобьо стал итальянским протекторатом. В апреле дядя Юсуфа и его соперник, Осман Махамуд, также попросил защиты у итальянцев и получил её. При этом и Осман, и Кенадид согласились принять статус протекторатов, чтобы достичь собственных целей и использовать Италию в борьбе друг с другом, а также с султаном Занзибара за земли к северу от Варшейха. При подписании соглашений правители также рассчитывали использовать соперничество европейских держав для обеспечения независимости своих территорий. По условиям договоров Италия обязалась не вмешиваться в полномочия глав двух государств.
В обмен на итальянское оружие и ежегодные субсидии султаны предоставили итальянцам ряд экономических выгод. Итальянцы направили в регион своих послов, чтобы содействовать реализации своих интересов. 5 мая 1894 года был подписан протокол об англо-итальянской границе в Сомали, а в 1906 году было подписано соглашение между итальянским представителем Песталоцца и британским генералом Свейном о переходе города Буран под власть султаната Маджиртин.

## Отношения дервишей с другими сомалийскими племенами
Именно сомалийцы, а не британцы, приняли на себя основную тяжесть набегов Хасана и военных действий. Британские источники описывали боевые действия между Хасаном и сомалийскими племенами. В одном из отчетов упоминается о том, что Хасан был занят борьбой с султанатом Маджиртин во время своего пребывания в Итальянском Сомалиленде в 1905—1908 годах, а также о враждебности в 1913—15 годах между Хасаном и его бывшим союзником, султаном Лас Хораи, который руководствовался страхом, что его «собственная независимость может оказаться под угрозой». В других опубликованных работах также сообщалось о взаимодействии Хасана с сомалийскими племенами. Капитан А. Х. Э. Моссе заявил, что в 1913 году Хасан «поссорился, по-видимому, бесповоротно» с племенем Долбаханте. Джихад Хасана был направлен против соперничающих суфийских орденов в стране, проповедовавших, по его мнению, «нечистую» версию ислама, а также против своих сомалийцев, которые были «недостаточно благочестивыми мусульманами» и позволили себе попасть под британское правление. Например, в одном из стихотворений Хасана, обращенных к племенам, находящимся под британской защитой, говорится:

Вы приняли за Пророка тех, кто в аду, и христиан
Вы бесстыдно преклонялись перед проклятыми
Если бы вы были благородными людьми (как вы утверждаете), вы бы возненавидели неверных белых.
Оригинальный текст (англ.)
Ye have mistaken the hell-ordained and Christians for the Prophet
Ye have shamelessly grovelled after the accursed
Were you noblemen (as you claim) ye would loathe the white infidels.

В том же духе написано и другое его стихотворение, на этот раз к клану Исаак:

Вы позволили сбить себя с пути
Агенты проклятых
Если бы у вас было хоть немного самоуважения или гордости
Вы бы не проявили такой любви
К жрецам погибели.
Оригинальный текст (англ.)
You have allowed yourselves to be led astray by the
Agents of the accursed
Had you any self respect or pride
You would not have shown such fondness
For the priests of perdition

Поэтому эти племена находились на линии огня сил Хасана, и большинство его действий было направлено против них. Борьба против англичан в основном принимала форму реакции Хасана на их неудачные экспедиции и патрули, посланные для его уничтожения. Движение Хасана вызвало раскол среди сомалийцев. Во время первых походов против Хасана капитан Макнейл писал, что у сомалийцев, составлявших основную часть его солдат, «мулла забрал все их имущество»; в некоторых случаях их «жены и дети были убиты и искалечены». Один сомалиец, сражавшийся вместе с британцами, написал стихотворение, в котором говорилось: «Аллах заставил меня воевать», и что его побудило желание «захватить верблюдов дервишей». Независимо от того, какая сторона побеждала, племена несли большие потери от набегов.
Большинство сомалийцев не были сторонниками движения Хасана из-за его катастрофических последствий для них. Однако это вылилось в апатию, а не в горячую поддержку британцев. Это мнение подтверждается письмом британского комиссара, который писал, что племена в основном «лояльны». Апатия была вызвана тем, что племена полагались на защиту британцев. Комиссар не одобрял «любую нелояльность к нам или склонность к мулле, которого они на собственном опыте научились ненавидеть и бояться». Заместитель государственного секретаря по делам колоний в 1916 году утверждал, что дезертирство Хасана свидетельствует об отсутствии поддержки его движения. Некоторые сомалийцы считали Хасана кровожадным преступником. Один берберийский поэт из клана Исаак так отозвался о Хасане:

И тысячу благочестивых верующих он зарезал, как зарезал бы козла.
И караванам дарована безопасность Аллаха.
Но он безрассудно перерезает сухожилия утомленным путникам и обжигает их свиньям.
Оригинальный текст (англ.)
And a thousand devout worshippers he butchered as one would a he-goat
And caravans are given the safety of Allah
But he wantonly cuts the tendons of weary travellers and engorges their dates.

Это и другие стихи показывают сложность реакции на движение Хасана. Сомалийцы были далеко не всегда восприимчивы к его целям, хотя это и не привело к поддержке британцев. Джихад Хасана был направлен в первую очередь против якобы нечестивых сомалийцев, а затем против англичан и эфиопов. Он столкнулся с противодействием со стороны некоторых сомалийцев, которые присоединились к британским войскам после того, как пострадали от набега Хасана, или тех, кто видел в нем помеху, а не великого мусульманина и сомалийского лидера.  В конце концов, большинство сомалийцев отнеслись к его джихаду равнодушно. Большинство было больше озабочено выживанием в повседневной жизни. Однако последователи Хасана твердо верили в его послание, и его борьба против иностранных правителей надолго сохранилась в сомалийском обществе. 
Есть версия, что движение Хасана было вызвано в первую очередь действиями против Эфиопии, и что Эфиопия была его главной целью вместо Великобритании. Его джихад начался в Огадене, который страдал от эфиопского империализма, характеризующегося набегами на деревни и захватом скота. Некоторые британские писатели признавали эфиопский империализм как фактор, способствовавший причинам джихада Хасана. Оккупация эфиопами Харара в 1899 году «вызвала сопротивление Огадена», что привело к джихаду Хасана против Эфиопии и Великобритании. 86-летний дервиш, с которым беседовал Саматар в 1977 году, вспоминал первое воззвание Хасана к сомалийцам: «Неверные захватчики пришли, чтобы окружить нас... Они пришли, чтобы испортить нашу древнюю религию... Если вы последуете за мной, то с помощью Бога я избавлю вас от амхааров [эфиопов]». Из этих и британских записей ясно, что Хасан был озабочен не только джихадом против британцев. Его чувство несправедливости в связи с правлением христианской Эфиопии над сомалийцами побудило его провозгласить джихад не меньше, чем переживания, связанные с британским империализмом.

## Ход восстания

### 1899—1901
В конце XIX века выходец из сомалийского клана Огаден Саид Мохаммед Абдилле Хасан создал военизированное государство дервишей под флагом борьбы с экспансией европейцев, которые, как он заявлял, угрожают вере его народа. Он сформировал армию из сочувствующих этим идеям и начал строить каменные форты, чтобы закрепить свою власть на подконтрольных территориях.
Первый рейд против иностранцев Хасан провёл против эфиопского лагеря в Джиджиге в марте 1900 года (эфиопы вступили в союз с британцами). Эфиопский генерал Геразматч Банте сообщил командованию, что отбил атаку и нанёс большие потери дервишам, хотя британский вице-консул в Хараре заявил, что эфиопы сильно преувеличили потери противника. Вскоре Хасан захватил контроль над регионом Огаден, но не стал атаковать Харар.
В 1901 году британцы вместе с эфиопами напали на дервишей с армией из 17000 солдат. Хасан был вынужден бежать через границу в Султанат Маджиртин, который являлся итальянским протекторатом. Эфиопам не удалось завладеть западным Огаденом, и англичане были вынуждены в конечном счёте отступить.

### Февраль-июнь 1903

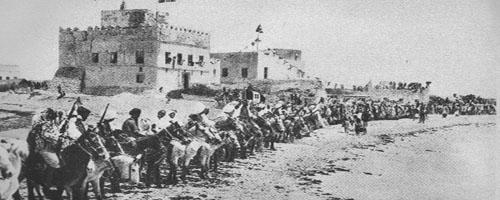
Кавалерия и форт Султаната Хобьо

Британцы убедились, что нуждаются в помощи итальянцев в Сомали, но воспоминания о катастрофическом сражении при Адуа сдерживало пыл итальянцев в регионе. В 1903 году МИД Италии позволило англичанам ввести войска в Хобьо.
Отношения между Хобьо и Италией испортились, когда султан Кенадид отверг предложение итальянцев позволить британским войскам высаживаются на его территории, чтобы они могли продолжать борьбу против дервишей Хасана. Воспринятый как слишком большая угроза Кенадид был сослан итальянцами сначала в протекторат Аден, а затем в Эритрею, как и его сын и наследник Али Юсуф.
Экспедиция британцев вскоре после этого закончилась неудачей. Хасан разбил британский отряд около Гумбурру, а потом ещё раз около Даратоле. С 1200—1500 всадников на верблюдах с винтовками, 4000 конных всадников и некоторым количеством копьеносцев Хасан занял долину Нугаль от контролируемого британцами Халина до подконтрольного итальянцам Илига на побережье. Основные британские силы вблизи Галади под командованием генерала Уильяма Мэннинга отступили на север вдоль линии Бохотле — Буръо — Ших. Эту оборонительную линию Хасан вскоре разрушил, когда вторгся в Нугаль.

### Январь-май 1904
После провала контрнаступления генерала Мэннинга сменил генерал Чарльз Эгертон. После продолжительных приготовлений он объединил свои силы на равнине Баддвейн и в битве 9 января 1904 года разбил Хасана при Джибдалли. Англичане и их союзники из Хобьо преследовали Хасана и остатки его армии, бежавшие на северо-восток и на юг.
В начале марта начался второй этап британской операции. Эфиопы оставили Герлогуби, но вернулись в город в начале апреля. ВМС Италии бомбардировали Илиг зимой, но не добились ощутимых результатов. 16 апреля несколько британских кораблей под командованием контр-адмирала Джорджа Аткинсона-Уиллса вышли из Берберы с целью бомбардировать Илиг, следом выдвинулся сухопутный отряд. Захват Илига был осуществлён 21 апреля, британцы потеряли 3 человек убитыми и 11 ранеными, дервиши — 58 убитыми и 14 ранеными. Британские силы оставались на побережье в течение четырёх дней при содействии итальянского отряда, который прибыл 22 апреля. Контроль над Илигом был, наконец, передан Али Юсуфу из Хобьо. Британцы «предложили Безумному мулле безопасное перемещение на вечное поселение в Мекку», но Хасан не ответил.

### Первая мировая война (1914—1918)

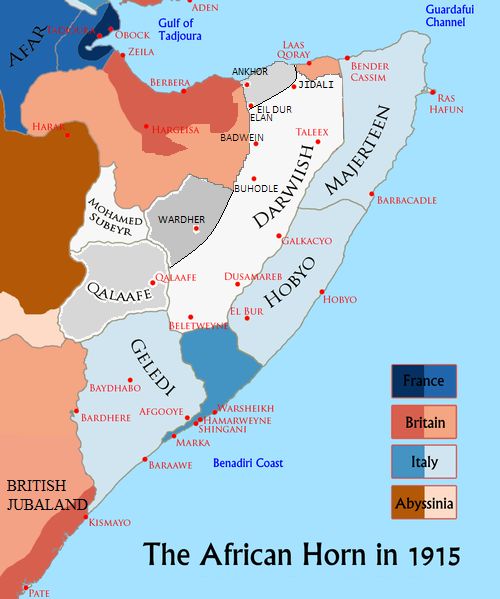
Геополитическое положение в регионе Сомали на 1915 год

Британский Сомалиленд был относительно не затронут Первой мировой войной. Однако приоритетность войск для Западного фронта означала, что не было возможности для крупномасштабной экспедиции против Хасана, хотя историк верблюжьего корпуса заявил, что «дервиши стали чрезвычайно агрессивными» к 1914 году. Великобритания посчитала это следствием поощрения со стороны «турецкой и немецкой пропаганды».
Как и в других частях Африки, Османское объявление Джихада 12 ноября 1914 года также вызвало в Сомали большую обеспокоенность и нервозность среди колониальных держав, которые опасались, что мусульмане из Африканского Рога прислушаются к этому призыву, поставив под угрозу региональную стабильность. Уже в первые месяцы конфликта страны Антанты сообщили об усилении турецкой и немецкой пропаганды, отчасти связанной с деятельностью генерального консула Османской империи в Эфиопии Ахмада Маджар-бея, который пытался способствовать сближению османов, эфиопов и дервишей. 
Хасан обратился за помощью к османскому командующему в Лахдже в Йемене, и соглашение, подписанное посланником Хасана, передало его последователей под защиту Османской империи. Документ подтверждал мнение британцев о том, что Хасан был связан с османами. В нем кратко излагалась идеи османского джихада 1914 года и содержался призыв к сомалийцам присоединиться к Хасану. Однако подлинность документа неясна, и неизвестно, был ли он распространен с разрешения Хасана и вызвал ли он какой-либо отклик у сомалийских соплеменников. Хасан действительно питал определенное почтение к османскому султану, что видно из его панегирической поэмы:

И он [Хасан] обращается к своему дорогому другу
Укрываясь в этом столпе религии
Султан всех побед
Который бьет плетьми неверующих 
Сокрушает их силу.
Оригинальный текст (англ.)
And he [Hassan] turns to his dear friend
Taking refuge with that pillar of religion
Sultan of every victory
Who lashes unbelievers 
Breaks their power.

Эти данные свидетельствуют о том, что хотя Хасан имел некоторые контакты с османами и рассматривал их султана как религиозного лидера, это оказало незначительное влияние на его движение, по сравнению с другими лидерами исламского сопротивления в этот период, такими как Ахмад Шариф ас-Сануси из Сануситов. Хасан действительно имел некоторые отношения с Германией в этот период, но настолько незначительные, что британские чиновники поняли, что это не имеет значения.
Это не имело ничего общего с убеждением британцев в том, что Сануситы и Али Динар были вовлечены в османские и немецкие интриги, чтобы бросить вызов британскому правлению. В Сомалиленде не было британских чиновников, считавших, что Хасан был связан со Стамбулом или Берлином так же, как британские чиновники в Судане, которые, в отличие от них, опубликовали массу официальной переписки, в которой подробно описывалось, как Али Динар был в союзе с военными врагами Великобритании. Хасан несколько иначе трактовал свои отношения с османами, немцами и эфиопами. В письме англичанам в ответ на их обвинения в связях со всеми тремя, он написал: «Предполагается, что я был слаб и должен был искать друзей за пределами страны; и если это действительно так, и я должен был искать помощи, то только из-за англичан и тех неприятностей, которые вы мне доставили». Это было полуотрицание, Хасан хотел заявить, что он является самостоятельной силой. Британцы не смогли разглядеть тонкости движения Хасана.
Османские победы в Галлиполи, Месопотамии и Йемене в июле 1915, где англичане потерпели поражение при Лахдже и на протяжении всей войны оставались загнанными в угол в Адене, создали иллюзию неминуемой турецко-германской победы. С 1915 и 1916 годах симпатии к Центральным державам среди ведущих политических кругов Эфиопии стали более откровенными. Центральные державы обещали эфиопам не только собственное нападение на Суэцкий канал, но и то, что Эфиопия сможет после войны сохранить любой выход к морю, который завоюет государство Дервишей. Хасан пытался привлечь к борьбе османского султана, прося, чтобы османские войска, размещенные на Аравийском полуострове, пришли ему на помощь в Сомали. Он также пытался заключить династический союз с Иясу V.
Между концом 1915 и началом 1916 года две эфиопские имперские миссии посетили Хасана, привезя оружие и боеприпасы. В июне 1916 года итальянская разведка перехватила османские документы, в которых сомалийский народ призывался к восстанию, а Саид был официально признан эмиром Сомали. Али Саит Акбайтоган, командующий османскими войсками Лахиджа, направил Мухаммеда Али к Хасану в качестве политического и военного советника. В конце 1916 года Лидж Ясу и немецкий консул в Эфиопии отправили в Хасан немецкого оружейника для производства боеприпасов и ремонта винтовок, но «с ним обошлись так отвратительно, что он сбежал в июне 1917 года, чтобы погибнуть по дороге».
В начале 1916 года напряженность, похоже, усилилась и на южных территориях Сомали. 2 февраля 1916 года сомалийский клан Аулихан из Британской Восточной Африки разграбил форт Серенли, убив большинство солдат и их командира, лейтенанта Фрэнсиса Эллиотта. Страх всеобщего восстания с севера на юг Сомали, казалось, обретал форму. Британцы были вынуждены эвакуироваться из региона и отступить к побережью. Они смогли вновь занять свои позиции только в сентябре 1917 года.
Ситуация в регионе начала меняться в июне 1916 года с известием о восстании в Мекке во главе с Хусейн ибн Али аль-Хашими. Начало арабского восстания разрушило надежды на любую османскую военную поддержку повстанческих операций на Африканском Роге. В сентябре 1916 года свержение эфиопского императора лишило дервишей важнейшего союзника и заставило их ограничить сферу своих действий исключительно восточным Сомалилендом.
Несмотря на «активную пропаганду, исходящую из немецких и турецких источников в Абиссинии», сомалийцы в протекторате оставались лояльными Великобритании на протяжении всей войны. Скудная поддержка, которую Хасан получил от Центральных держав, и переворот в Эфиопии означали, что первый не смог использовать в своих интересах участие на тот момент англо-итальянских войск на европейском фронте и в Северной Африке. По окончании глобального конфликта ситуация в Сомали, казалось, складывалась не в пользу сомалийского сопротивления, которое не смогло использовать в своих интересах мусульманские волнение (которые, например, в Ливии привели к краху итальянского колониального режима).

### 1919—1920

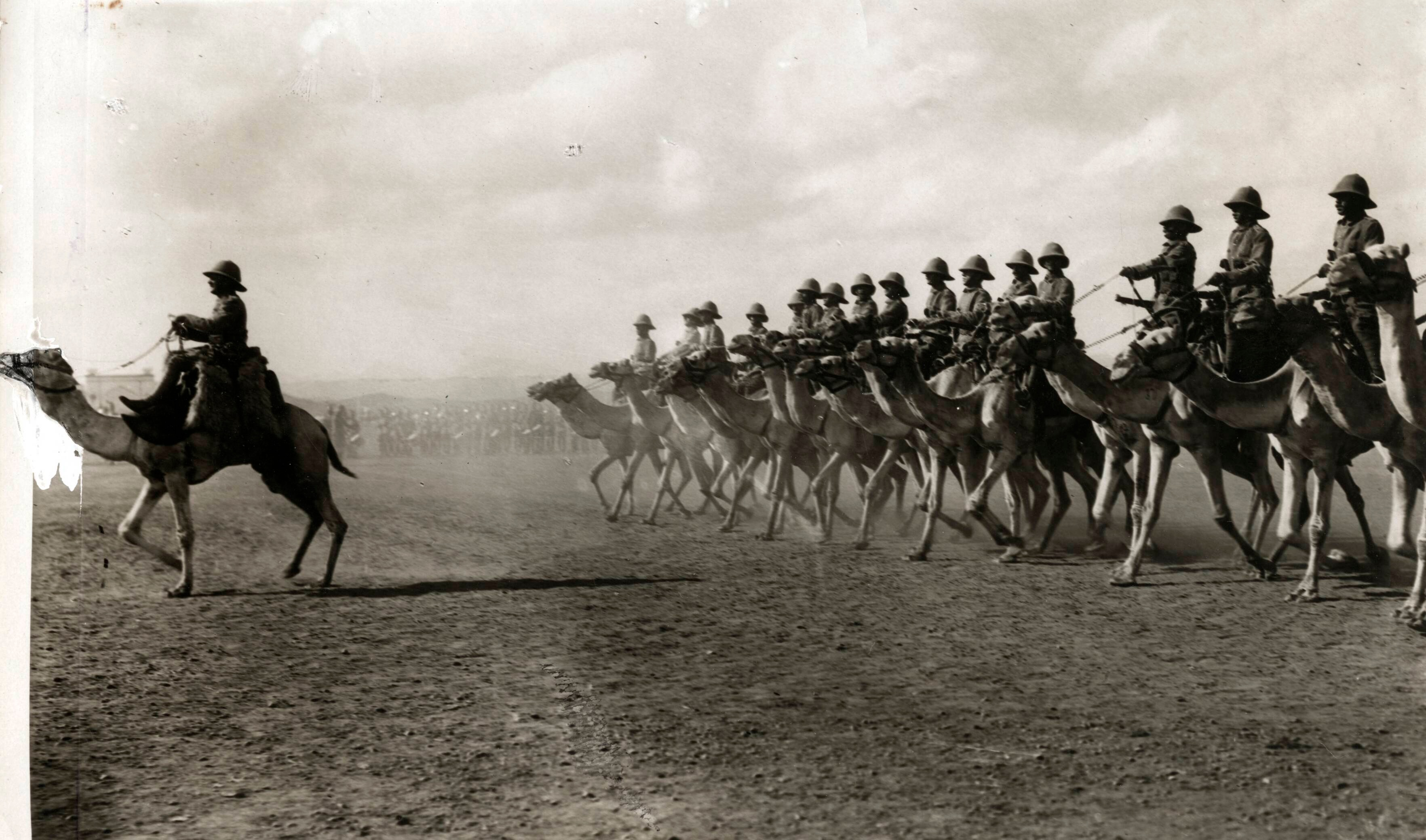
Британские солдаты на верблюдах в 1913 году между Берберой и Одвейне в Британском Сомалиленде.

После окончания Первой мировой войны британцы вновь обратили своё внимание на Сомалиленд. Дервиши до этого разбили британские войска в битве при Дул-Мадоба в 1913 году, четыре последующих британских экспедиции против Хасана также не принесли успеха.
В 1919 году лорд Милнер, министр колоний, предложил парламенту рассмотреть вопрос о направлении военной экспедиции в Сомали. Начальник генерального штаба сэр Генри Вилсон ответил Милнеру, что потребуется по крайней мере два полка, чтобы разбить дервишей, и это обойдётся в несколько миллионов фунтов.
Тогда Милнер обратился к командующему Королевскими ВВС Великобритании сэру Хью Тренчарду за советом. Тренчард, желавший, чтобы военно-воздушные силы оставались отдельным подразделением в составе британских Вооружённых сил, заявил, что ВВС могут взять на себя проведение операции. Милнер заявил, что потребуются и некоторые наземные войска, на что Тренчард ответил, что колониальных сил, которые уже расквартированы в Сомали, будет вполне достаточно.

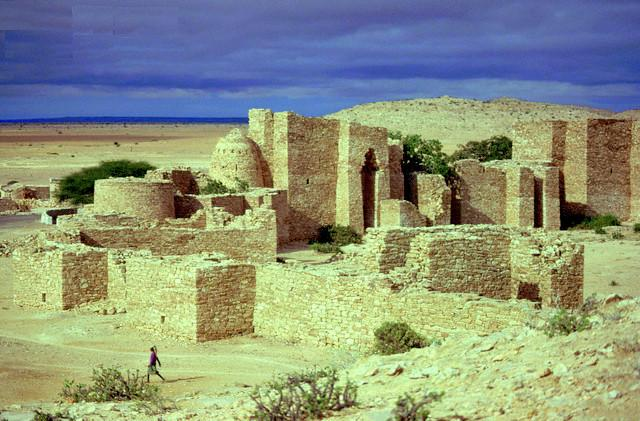
Форт Мохаммеда Хасана в Талехе.

К 1 января 1920 года британские инженеры построили временный аэродром в Бербере, откуда планировалось начать операцию против дервишей. 21 января британские ВВС разбомбили основную базу Хасана в Медистье и форт в Джидели. Многие бойцы Хасана никогда не видели самолёты и в ужасе бросали оружие и бежали в горы. Сам Хасан едва не погиб при бомбёжке — верблюд защитил его своим телом от взрыва. В последующие пять дней британские ВВС уничтожили ещё три форта и занялись поддержкой продвижения сухопутных войск.
28 января британские стрелки на верблюдах заняли Джидели, и Хасан отступил к своей главной крепости в Талехе. После комбинированной наземной и воздушной операции британцы захватили Талех 9 февраля. Силы Хасана понесли большие потери и были рассеяны, его форты разрушены, а сам он лишь с четырьмя сторонниками бежал в Огаден.

## Последствия
Хотя в последующие месяцы Хасан попытался восстановить своё влияние в Огадене, он уже не был угрозой для британцев. Он умер от гриппа в декабре 1920 года.
Движение после смерти лидера быстро распалось. Это указывает на отсутствие широкой поддержки, поскольку никто из сомалийцев не хотел продолжать борьбу Хасана, а также о расколе его движения среди сомалийцев, которые приняли на себя основную тяжесть его агрессии, что ограничило эффективность джихада Хасана. 
В Великобритании, где «Безумный мулла» уже давно был поводом для раздражения, новости о быстрой победе над дервишами были восторженно приняты парламентом и населением. Операция обошлась всего в £ 77.000, и её прозвали «самой дешёвой войной в истории».